# Pekås
Pekås är en stormarknadskedja med lågprisprofil, baserad i Värmland. 

## Historia
Butikskedjan bildades av Per-Inge Karlsson 1981 med inspiration från den tyska lågpriskedjan Aldi. Sedan 1999 är Pekås ett dotterbolag till Coop Värmland.

## Butiker
Pekås har 16 butiker placerade i Värmlands och Örebro län.
- Degerfors
- Ekshärad
- Filipstad
- Grums
- Hagfors
- Hällefors
- Karlskoga
- Kil
- Kristinehamn
- Rud, Karlstad
- Skoghall
- Sunne
- Säffle
- Torsby
- Viken, Karlstad
- Våxnäs, Karlstad